# José Ríos Chinesta
Manuel José Ríos Chinesta (Carcagente, Valencia, 8 de julio de 1855-30 de noviembre de 1935) fue un maestro de obra español, activo especialmente en Carcagente.
Era paleta y carpintero pero a pesar de la falta de formación académica tenía gran interés por la arquitectura y un gran afan por documentarse. Fue autodidacta y estaba atento a las novedades arquitectónicas que venían de Europa y que incorporó en sus edificios, disponiendo en su biblioteca de numerosos manuales y textos alemanes e italianos sobre arquitectura.
Proyectó el almacén de José Ribera, obra de referencia en Carcagente, ecléctica con detalles del modernismo valenciano, inaugurada en 1903, así como la casa de José Ribera finalizada en 1908 (en la calle de la Sanc, actual Julià Ribera) y la villa San José (en las montañas del Realenc) propiedad también del comerciante de naranjas José Ribera Tarragó, la casa del comerciante de naranjas y alcalde de Carcagente Carles Gomis Cuenca y las casas mellizas en el número 10 y 12 de la calle Santíssim, todas ellas obras destacadas que configuran el paisaje urbano de Carcagente, teniendo un cuidado especial en los detalles modernistas con cuidados acabados como balcones de forja, rejas y puertas trabajadas.